# 5679 Аккадо
5679 Аккадо (1989 VR, 1969 TF6, 5679 Akkado) — астероїд головного поясу, відкритий 2 листопада 1989 року.
Тіссеранів параметр щодо Юпітера — 3,286.